# Décembre 2016 en sport
Pour des articles plus généraux, voir 2016 en sport et décembre 2016.

## Décembre
- 2 au 4 : Tournoi Grand Chelem de judo à Tokyo au Japon.
- 4 au 18 : 12e édition du Championnat d'Europe de handball féminin, en Suède.
- 5 : Klay Thompson marque 60 points dans un match NBA (record personnel en carrière)
- 6 au 11 : Championnats du monde de natation en petit bassin à Windsor au Canada.
- 8 au 11 : Coupe du monde de dressage à Salzbourg en Autriche.
- 13 au 19 : Coupe du monde de saut d'obstacles à Londres en Angleterre.
- 13 au 19 : Coupe du monde de dressage à Londres en Angleterre.
- 15 au 18 : Grande Finale du Pro Tour de tennis de table.
- 25 : le français Thomas Coville établit, en 49 jours et trois heures, un nouveau record du tour du monde à la voile en solitaire.
- 26 au 30 : Coupe du monde de saut d'obstacles à Malines en Belgique.